# Filtre à air
Un filtre à air est un dispositif conçu pour séparer les particules solides ou liquides ou les contaminants gazeux d'un courant d’air traversant le dispositif. Le filtre à air est généralement constitué d'une ou de plusieurs couches de matériau poreux, fibreux ou granulaire.
On distingue plusieurs genres de filtre à air : pour le milieu motorisé, pour le milieu industriel et médical, entre autres. La typologie de la filtration de l'air est normalisée, selon une classification spécifique au domaine. Il existe de multiples types de filtre (milieu gazeux et milieu liquide). Nous ne considérerons dans cet article que le milieu motorisé et la filtration de l'air. Les filtres à huile et à carburant ne seront pas abordés.

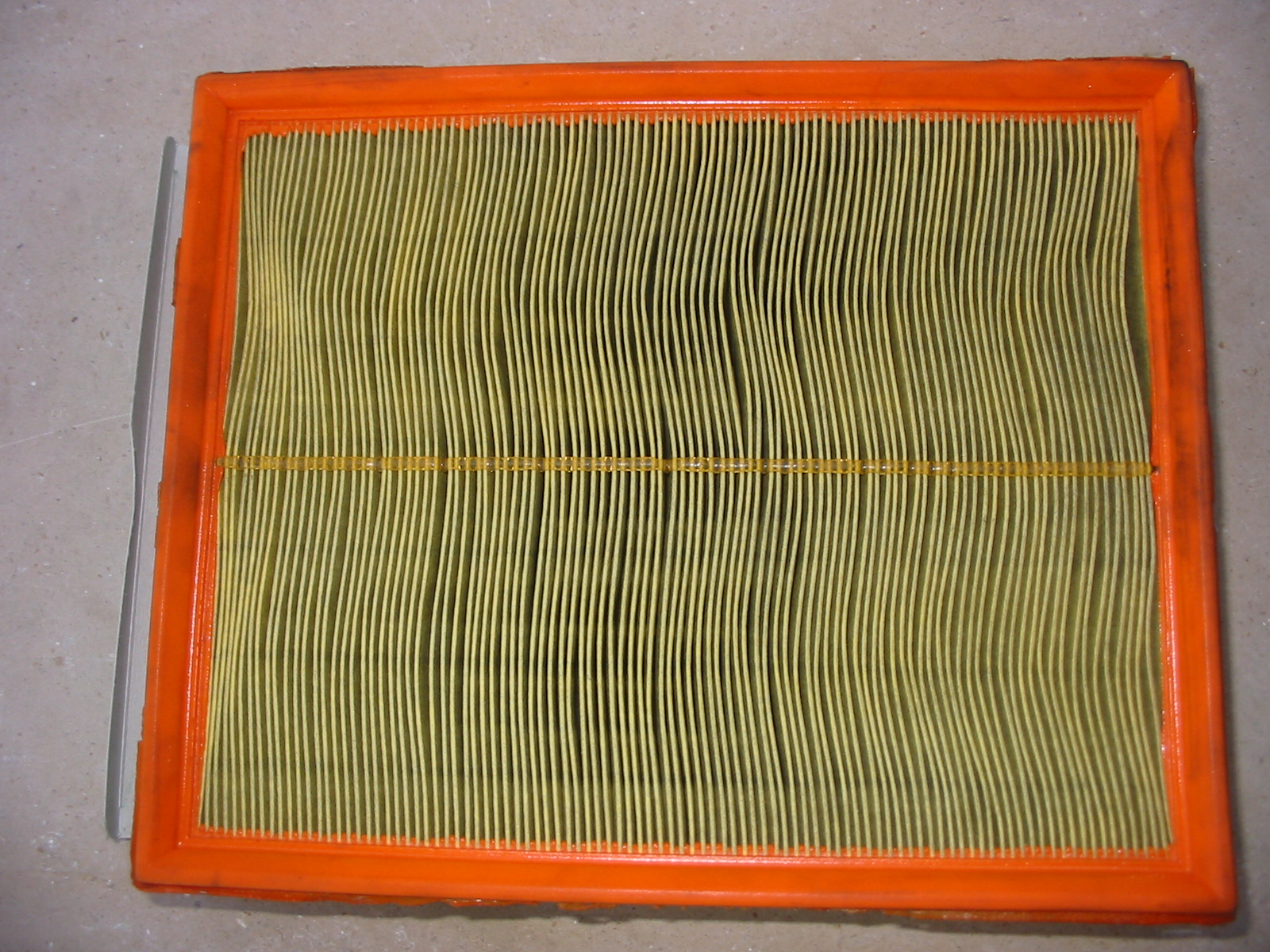
Filtre à air usé de voiture, vu de face

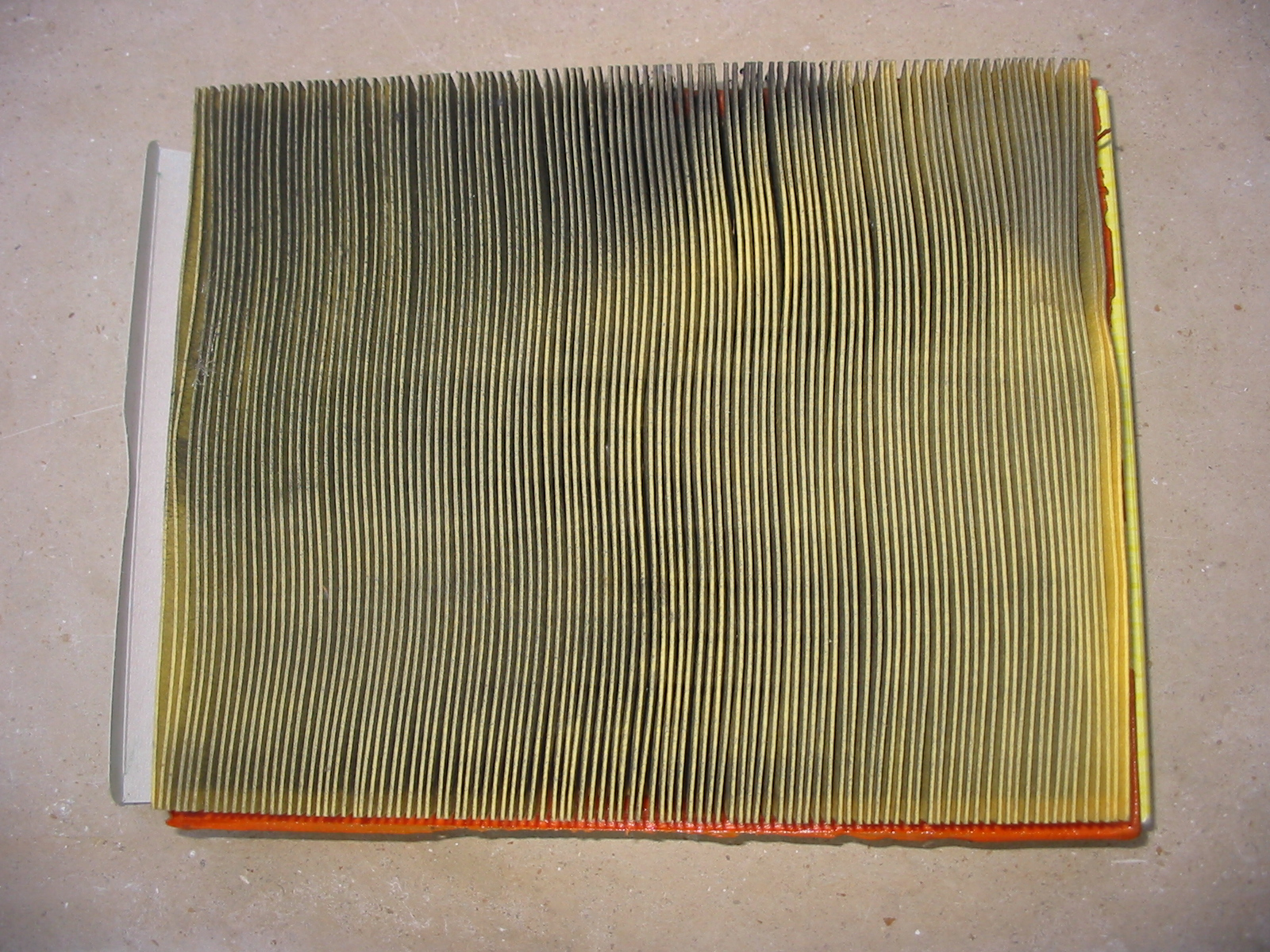
Filtre à air usé de voiture, vu de dos

## Composition et forme
Les filtres à air peuvent être en papiers filtres mis sous forme de cartouches filtrantes, qui sont ensuite montées sur un support. La construction des cartouches nécessite principalement que le papier soit suffisamment rigide pour être autoportant. Un papier pour filtres à air doit être très poreux et avoir un grammage de 100 à 200 g/m2. Normalement, une pâte à fibres particulièrement longue est utilisée pour obtenir ces propriétés. Le papier est normalement imprégné pour améliorer la résistance à l'humidité. Certaines qualités résistantes sont conçues pour être rincées et prolongent ainsi la durée de vie du filtre.

## Véhicule motorisé

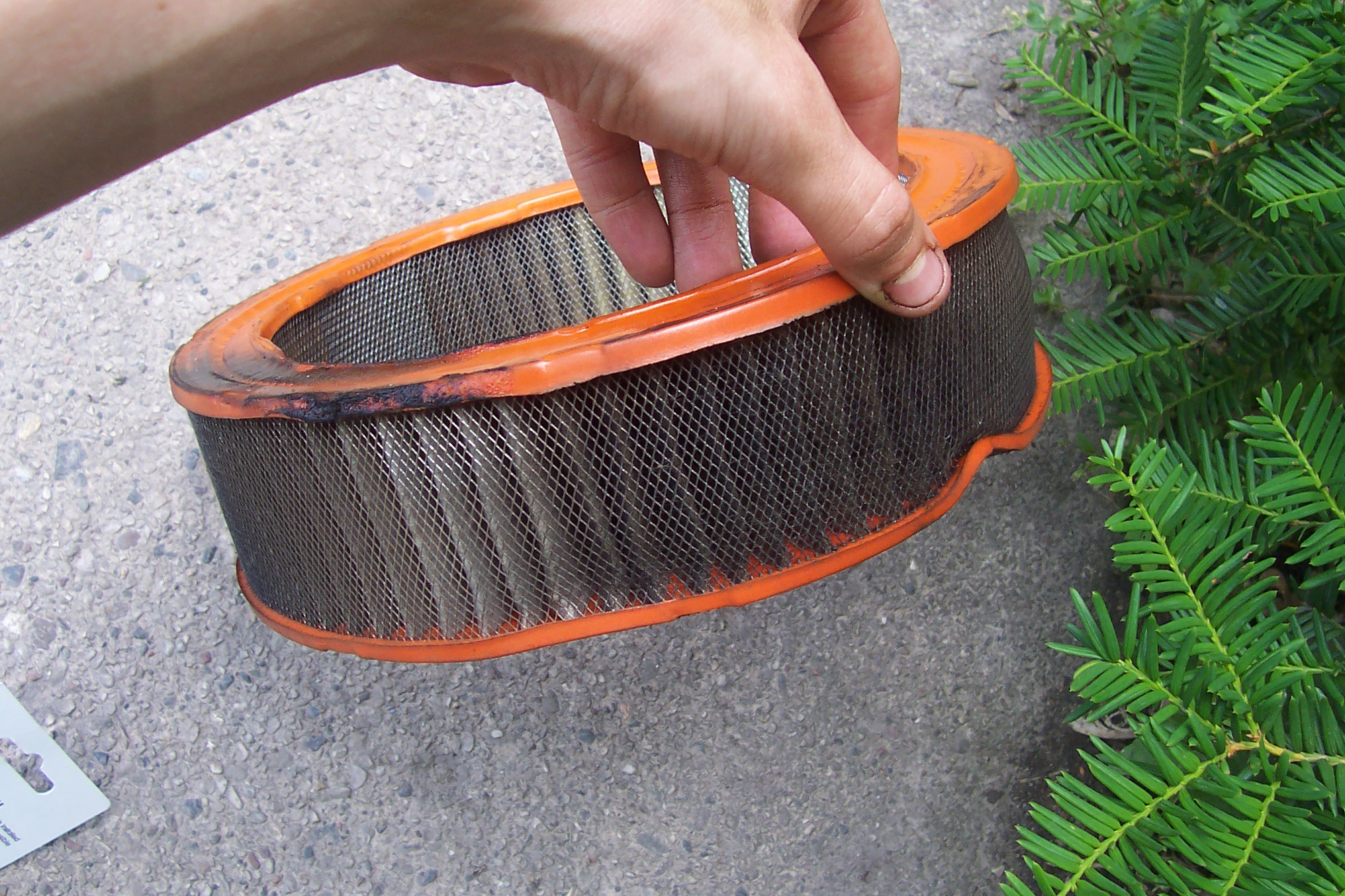
Filtre à air poussiéreux

En général, les éléments peuvent être de la poussière ou des insectes mais dans certains cas cela peut être aussi des particules de sable qui pourrait endommager gravement le moteur.
Dans un véhicule muni d'un moteur thermique, le filtre à air se trouve en amont de l'entrée du système d'admission du moteur, il permet d'assurer que des particules non désirées présentes dans l'air ne se retrouvent pas dans le moteur, risquant de perturber le fonctionnement de celui-ci tout en augmentant sérieusement son usure.
Afin de garantir l'efficacité des éléments de filtration sans nuire aux performances du moteur, le filtre à air doit être remplacé régulièrement et plus particulièrement en cas de circulation sur des pistes poussiéreuses. Pour les mêmes raisons, s'il est constitué d'une mousse en polymère souple, il doit être lavé et imprégné d'huile spécifique.

## Air conditionné
Tous les dispositifs d'air climatisé (bâtiment, automobile, etc.) disposent d'un système de filtration qui doit être entretenu régulièrement sous peine de perte d'efficacité et de développement de particules allergènes, comme le pollen, voire pathogènes.